# Air Arabia Maroc
Air Arabia Maroc är ett marockanskt lågprisflygbolag baserat på Aéroport international Mohammed V, Casablanca, Marocko. Flygbolaget grundades 2009 av Air Arabia.

## Destinationer
Air Arabia Maroc trafikerar följande destinationer :

### Afrika
- Marocko
  - Casablanca - Aéroport international Mohammed V Bas
  - Tanger - Aéroport Tanger-Boukhalef [säsong]

### Europa
- Belgien
  - Bryssel - Brussels South Charleroi Airport
- Frankrike
  - Lyon - Aéroport Lyon-Saint Exupéry
  - Marseille - Marseille Provence flygplats
  - Paris - Paris-Charles de Gaulle flygplats
- Nederländerna
  - Amsterdam - Amsterdam-Schiphols flygplats
- Spanien
  - Barcelona - Barcelona-El Prats flygplats
- Turkiet
  - Istanbul - Sabiha Gökçen International Airport
- Storbritannien
  - London - London Stansted Airport

## Flotta
Så här såg Air Arabia Marocs flotta ut den 1 oktober 2009 
| Flygplan        | Antal | Order | Passagerare (Economy) |
| --------------- | ----- | ----- | --------------------- |
| Airbus A320-200 | 3     | 6     | 164                   |